# Géorgie aux Jeux olympiques de la jeunesse d'hiver de 2016
La Géorgie participe aux Jeux olympiques de la jeunesse d'hiver de 2016 à Lillehammer en Norvège du 12 au 21 février 2016. Deux athlètes représentent le pays pour cette édition.

## Résultats

### Ski alpin
| Athlète            | Épreuve      | Finale          | Finale          | Finale          | Finale          |
| Athlète            | Épreuve      | Manche 1        | Manche 2        | Total           | Rang            |
| ------------------ | ------------ | --------------- | --------------- | --------------- | --------------- |
| Besarion Japaridze | Slalom       | 55 s 40         | 54 s 87         | 1 min 50 s 27   | 28              |
| Besarion Japaridze | Slalom géant | 1 min 27 s 63   | 1 min 26 s 54   | 2 min 54 s 17   | 32              |
| Besarion Japaridze | Combiné      | N'a pas terminé | N'a pas terminé | N'a pas terminé | N'a pas terminé |

### Luge
| Athlète       | Run 1    | Run 1 | Run 2    | Run 2 | Total          | Total |
| Athlète       | Temps    | Rang  | Temps    | Rang  | Temps          | Rang  |
| ------------- | -------- | ----- | -------- | ----- | -------------- | ----- |
| Lasha Peradze | 48 s 721 | 10    | 48 s 786 | 13    | 1 min 37 s 507 | 11    |